# 서영훈
서영훈(徐英勳, 1920년 10월 20일  ~ 2017년 2월 4일)은 대한민국의 언론인이다. 제8대 KBS 사장을 역임하였다. 제16대 국회의원을 지냈다. 호(號)는 도원(道原)이다.

## 주요 이력
- 한국방송공사 8대 사장
- 대한적십자사 회장

## 학력
- 평양고등보통학교 졸업(1939년)
- 서울신문학원 전문학사(1952년)
- 국제대학교 교육학 학사(1959년)

### 명예 박사 학위
- 원광대학교 명예 철학박사(2000년)
- 호서대학교 명예 인문과학 박사(2001년)
- 모스크바 대학교 명예 사회과학 박사(2001년)

## 역대 선거 결과
| 실시년도 | 선거  | 대수 | 직책     | 선거구   | 정당         | 득표수      | 득표율         | 순위         | 당락 | 비고 |
| -------- | ----- | ---- | -------- | -------- | ------------ | ----------- | -------------- | ------------ | ---- | ---- |
| 2000년   | 총선  | 16대 | 국회의원 | 비례대표 | 새천년민주당 | 6,780,625표 | \| \| 35.9% \| | 비례대표 1번 |      | 초선 |
|          | 35.9% |      |          |          |              |             |                |              |      |      |

## 가족 관계
- 배우자 : 어귀선
  - 아들 : 서홍석, 서유석, 서경석, 서주석
  - 딸 : 서희경